# Cephaleuros
Cephaleuros (лат.) — род паразитических зелёных водорослей из порядка трентеполиевых (Trentepohliales). Распространённый паразит сосудистых растений в тропических и субтропических регионах, поражающий в том числе культурные растения — цитрусы, гуаву, кофе, чай. Приводят к сокращению урожая и снижают товарный вид плодов.
Традиционное название вызываемого представителями этого рода заболевания — ржавчина — может вводить в заблуждение, поскольку также применяется для обозначения поражений паразитическими базидиальными грибами из порядка пукциниевых (Pucciniales).

## Строение, жизненный цикл

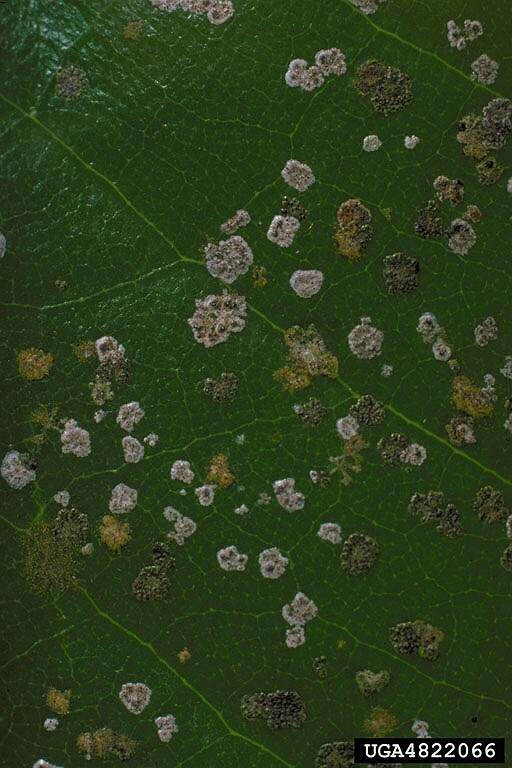
Cephaleuros virescens на поверхности листа магнолии

Жизненный цикл гаплодиплофазный с гетероморфной сменой поколений. Доминируют гаплоидные стадии, в вегетативной форме они образуют небольшие дисковидные псевдопаренхиматозные талломы диаметром от 2 до 25 мм, окрашенные в цвета от зеленовато-жёлтого до красно-оранжевого. Водоросль развивается преимущественно на листьях, в меньшей степени на плодах и молодых стеблях растений. У разных видов талломы залегают либо между кутикулой и эпидермой растения-хозяина, либо в толще ткани органа — в межклетниках. Паразит получает от хозяина воду и минеральные вещества, убивая окружающие клетки либо в результате затенения, либо выделяя токсичные для них вещества. Некоторые виды растений образуют слой толстостенных клеток, чтобы изолироваться от таллома паразита.
Рост таллома ограничен, более старые его части со временем отмирают. Расселение Cephaleuros происходит при сильном увлажнении поверхности растений за счёт распространения зооспор c 4 жгутиками (обычно жгутики скручены попарно, что создаёт впечатление наличия только 2 жгутиков).
После слияния 2-жгутиковых гамет из зиготы развивается карликовый диплоидный спорофит, в котором происходит редукционное деление с образованием мейоспор. Вероятно, у некоторых видов диплоидная стадия развивается непосредственно на гаплоидных талломах.

## Лихенизация
Для Cephaleuros описано образование лишайниковых форм в результате паразитирования на них сумчатых грибов из рода Strygula (класс дотидеомицетов). Гифы гриба густо оплетают уже развившиеся талломы, поэтому тело лишайника имеет форму такой же дисковидной пластинки, отличаясь белёсой окраской. Взаимодействие между грибом и водорослью происходит через гаустории, которые взаимодействуют с отдельными клетками водоросли, вызывая инвагинацию их клеточных стенок и со временем приводя к гибели клетки.